# ألكسندر مارتن ليبيش
الكسندر مارتن ليبيش (بالألمانية: Alexander Lippisch)‏ (ولد في 2 نوفمبر 1894 - وتوفي في 11 فبراير 1976) كان مهندس طيران ألماني، ورائد في الديناميكا الهوائية ومن الذين قدموا مساهمات هامة لفهم الأجنحة الطائرة وأجنحة دلتا وطائرات التأثير الأرضي، عمل أيضا في الولايات المتحدة من أكثر تصاميمه الشهيرة الطائرة الصاروخية ميسرسشميت مي 163 الاعتراضية،:174 174 و إيروداين الغريبة المظهر.بعد وفاته، واصل الأشخاص الذين عمل معهم تطوير جناح الدلتا ومفاهيم الطيران الفرط صوتي على مدار القرن العشرين.

## روابط خارجية
- ألكسندر مارتن ليبيش على موقع الموسوعة البريطانية (الإنجليزية)
- Luft '46
- Summary of his 'Aerodyne' work
- Lecture on aerodynamics by Dr. Lippisch